# Kanguroo
La Kanguroo è stata una nave porta-sottomarini costruita nel 1911 dai cantieri navali Forges et Chantiers de la Gironde di Bordeaux per la compagnia Schneider et Cie. Nel 1914, allo scoppio della prima guerra mondiale, la nave fu requisita dalla Marine nationale. Il 3 dicembre 1916 la Kanguroo fu affondata dal sottomarino tedesco U-38.

## Servizio
Fu impiegata per trasportare sottomarini fra Europa e America, poiché questi ultimi non avevano l'autonomia per attraversare l'oceano Atlantico. Per caricare i sottomarini a bordo della Kanguroo, la prua della nave veniva smontata e veniva imbarcata acqua all'interno dello scafo fino a far immergere la nave tanto da permettere al sottomarino di entrare al suo interno. Terminata l'operazione l'acqua veniva espulsa e la prua rimontata. Oltre che per il trasporto, la Kanguroo poteva essere impiegata anche come bacino di carenaggio galleggiante per la riparazione di sottomarini. Allo scoppio della prima guerra mondiale, nel 1914, fu requisita dalla Marine nationale. Il 3 dicembre 1916, mentre era immobilizzata nelle acque al largo di Funchal, Portogallo, a causa di un'avaria, fu silurata ed affondata dal sottomarino tedesco U-38. Il relitto non è ancora stato ritrovato.